# Итальянская серенада
«Итальянская серенада» — музыкальное произведение, сочинённое Хуго Вольфом в 1887 году. Первоначально оно было написано для струнного квартета и называлось просто «Серенада соль мажор». В апреле 1890 года в одном из своих писем композитор дал пьесе новое имя, под которым она известна в наше время. В 1892 году Вольф переложил произведение для камерного оркестра (две флейты, два гобоя, два кларнета, два фагота, две валторны, струнные) с сольной партией для альта или английского рожка. «Итальянская серенада» является одной из двух работ композитора для оркестра (вторая такая пьеса ― симфоническая поэма «Пентесилея»).

## История
В изначальной квартетной версии Серенада была написана между 2 и 4 мая 1887 года. Одним из источников вдохновения для написания серенады послужила работа композитора по положению на музыку различных стихотворений Йозефа фон Эйхендорфа. Музыка Вольфа к одному из его стихотворений ― «Der Soldat I» ― имеет тему, похожую на главный мотив «Итальянской серенады». Сюжет данного стихотворения аналогичен сюжету новеллы Эйхендорфа «Из жизни бездельника», и вполне возможно, что новелла оказала на Вольфа сильное влияние. В этом произведении есть раздел, повествующий об исполнении итальянской серенады небольшим оркестром.
Вместе с Серенадой Вольф сочинил также другую пьесу для струнного квартета, Юмористическое интермеццо. Изначально композитор планировал трёхчастный квартет, однако позже он отказался от этой задумки. Отец Вольфа умер всего через неделю после сочинения «Итальянской серенады», и до конца 1887 года композитор, впавший в глубокую депрессию, не написал ни одного музыкального произведения. В 1890 году ноты Серенады (теперь уже Итальянской серенады) и Интермеццо были отосланы им в Мангейм, где обе композиции и были впервые исполнены в конце мая.
Когда Вольф оркестровал произведение в 1892 году, он намеревался сделать его первой частью четырёхчастной сюиты. В том же году композитор набросал медленную вторую часть (в соль миноре), но так и не закончил её. В своих письмах Вольф также упоминает третью часть сюиты, которую он, как утверждал, закончил, но её партитура так и не была обнаружена (сохранилось всего 45 тактов набросков). В 1897 году композитор набросал несколько страниц «Тарантеллы», завершающей части сюиты, но был отправлен в сумасшедший дом, прежде чем смог её закончить. Таким образом, среди всех частей планируемой сюиты полностью была завершена только «Итальянская серенада». На протяжении всего своего пребывания в больнице, где он оставался до конца своей жизни, Вольф планировал завершить сюиту, но этого так и не произошло: композитор умер в феврале 1903 года. В том же году партитура была издана под редакцией Макса Регера.
После смерти композитора Итальянская серенада в квартетной версии впервые прозвучала в Вене 19 января 1904 года в исполнении Квартета Розе, а премьера оркестровой версии состоялась 29 января в Граце в исполнении городского оркестра под управлением Рихарда Виккенхаузера. В дальнейшем также были опубликованы переложения для фортепиано (Виктора Юнка), для фортепиано в четыре руки (Регера) и др.

## Характеристика музыки
«Итальянская серенада» длится около 8 минут. Считается, что главная тема произведения основана на мотиве старинной итальянской мелодии, традиционно исполняемой на пифферо. Музыковед Роберт В. Гутман писал, что «сущность восхитительной серенады ― это её противоположность романтическим чувствам и издевательскому остроумию».